# SBS Games
SBS Games was een belspelprogramma dat elke dag werd uitgezonden op SBS6 en Net5 sinds 1 januari 2006. Tot 31 december 2005 waren er een drietal programma's: Garito, Game On en Play. Deze programma's mochten niet meer uitgezonden worden met de komst van de Gedragscode Kansspelen. In deze gedragscode staat dat een belspel maar dertien keer mag worden gespeeld. SBS loste dit op door om de dertien dagen een nieuwe naam te kiezen voor haar belspellen. Op 19 november 2007 stopte SBS met het uitzenden van haar belspellen.

## Presentatoren
- Harold Verwoert
- Arlette Adriani
- Wytske Kenemans
- Celine Huijsmans
- Mirjam van Mourik
- Gigi Ravelli
- Judith Peereboom
- Natasha van den Brand-Horninge
- Gaby van Nimwegen